# Kinh tế học hôn nhân
Kinh tế học hôn nhân bao gồm phân tích kinh tế về việc thành lập và chia tách hộ gia đình, về các quyết định sản xuất và phân phối trong hộ gia đình. Nó liên quan chặt chẽ đến luật pháp và kinh tế của các cuộc hôn nhân và hộ gia đình. Grossbard-Shechtman (1999a và 1999b) xác định ba cách tiếp cận đối với chủ đề này: cách tiếp cận chủ nghĩa Marx (Friedrich Engels (1884) và Himmelweit và Mohun (1977)), cách tiếp cận tân cổ điển (Gary Becker (1974)) và cách tiếp cận lý thuyết trò chơi (Marilyn Manser, Murray Brown, Marjorie McElroy và Mary Jane Horney). Đạo luật tài sản hôn nhân thống nhất đã ban hành điều khoản về phân chia tài sản hôn nhân và tài sản cá nhân, đưa ra các điều khoản hướng dẫn hai vợ chồng thỏa thuận về việc phân chia quyền và nghĩa vụ trước hôn nhân.